# Dolores (regény)
A Dolores (Dolores Claiborne) Stephen King amerikai író 1992-ben megjelent regénye. Magyarul először az Európa Könyvkiadónál jelent meg a regény Greskovits Endre fordításában, 1994-ben. 1995-ben mutatták be a regény filmadaptációját Dolores Claiborne címmel.

## Cselekmény
|  | Alább a cselekmény részletei következnek! |

A mű egyszerre íródott a Bilincsben című regénnyel, és ugyanúgy 1992-ben, illetve 1963-ban játszódik, csak épp nem a Kashwakamak-tónál, hanem Long Tall Island-en. 1963 volt az az év, amikor a teljes napfogyatkozás következtében július 20-án elsötétült az ég Maine állam ezen része felett. Ez az esemény mindkét regény híres momentuma, és érdekes, izgalmas módon köti össze őket.
Dolores Claiborne házvezetőnő a gazdag vén Vera Donovan házában, aki az idő nagyobb részét tolókocsiban tölti, és épp aktuális alkalmazottait szidalmazza. Pontosabban: Dolores csak volt Vera házvezetőnője, hiszen ő egy nappal a mostani történések előtt meghalt. Dolores Andy Bissette, a helyi rendőrség alkalmazottja előtt tagadja, hogy köze lenne a dologhoz, de Sammy Marchant, a postás pont ennek az ellenkezőjét vallja. Ő volt ugyanis, aki megtalálta a két szipirtyót Vera házában, amikor Vera már halott volt.
És Dolores most kitereget Andy és két másik személy előtt. Elmondja, milyen kellemetlen volt Joe St. George feleségének lenni, elmondja három gyermekének, a Verához és a helyiekhez fűződő viszonyának a történetét, és persze mesél 1963. július 20-áról, a teljes napfogyatkozásról, amikor valami szörnyű dolog történt.
A Dolores inkább bűnügyi történet, mintsem klasszikus horror-sztori, és Stephen King jelen esetben is bizonyítja, hogy több műfajban is otthonosan mozog.
|  | Itt a vége a cselekmény részletezésének! |

## Érdekességek
A regényt Dolores Claiborne szemszögéből meséli el az író. A legtöbb King-regénnyel ellentétben semmilyen formában nincs tagolva: nincsenek benne fejezetek vagy egyéb szakaszhatárok.

## Magyarul
- Dolores; ford. Greskovits Endre; Magyar Könyvklub, Bp., 1994